# Divisiones Regionales de la Región de Murcia 2013-14
Las divisiones regionales de fútbol son las categorías de competición futbolística de más bajo nivel en España, en las que participan deportistas amateur, no profesionales. En la Región de Murcia su administración corre a cargo de las Real Federación de Fútbol de la Región de Murcia. Inmediatamente por encima de estas categorías estaba la Tercera División española.
En la temporada 2013-2014 las divisiones regionales se dividen en Preferente Autonómica, Primera Autonómica y Segunda Autonómica. Los tres primeros clasificados de Preferente Autonómica ascendieron directamente al grupo XIII de Tercera División.

## Preferente Autonómica
La temporada 2013/14 de la Preferente Autonómica de la Región de Murcia comenzó el 30 de agosto de 2013 y terminó el 18 de mayo de 2014.

### Clasificación
|  |     | Equipos de fútbol       | PJ | G  | E  | P  | GF | GC | Dif | Pts |
|  | --- | ----------------------- | -- | -- | -- | -- | -- | -- | --- | --- |
|  | 1.  | EF Alhama               | 31 | 21 | 7  | 3  | 70 | 27 | +43 | 70  |
|  | 2.  | AD Caravaca Vera Cruz   | 31 | 20 | 6  | 5  | 68 | 30 | +38 | 66  |
|  | 3.  | FC Pinatar              | 31 | 19 | 7  | 5  | 58 | 17 | +41 | 64  |
|  | 4.  | Balsicas Atlético       | 31 | 17 | 9  | 5  | 62 | 45 | +17 | 60  |
|  | 5.  | CD Algar                | 31 | 17 | 7  | 7  | 56 | 29 | +27 | 58  |
|  | 6.  | CAP Ciudad de Murcia    | 31 | 13 | 6  | 12 | 44 | 50 | -6  | 45  |
|  | 7.  | Montecasillas FC        | 31 | 12 | 7  | 12 | 45 | 41 | +4  | 43  |
|  | 8.  | CD Beniel               | 31 | 11 | 10 | 10 | 46 | 42 | +4  | 43  |
|  | 9.  | CF Santomera            | 31 | 11 | 7  | 13 | 47 | 49 | -2  | 40  |
|  | 10. | Ciudad de Calasparra CF | 31 | 11 | 4  | 16 | 55 | 55 | 0   | 37  |
|  | 11. | CD Bala Azul            | 31 | 10 | 5  | 16 | 37 | 55 | -18 | 35  |
|  | 12. | UD Los Garres           | 31 | 9  | 6  | 16 | 45 | 57 | -12 | 33  |
|  | 13. | Yeclano Deportivo "B"   | 31 | 8  | 7  | 16 | 29 | 41 | -12 | 31  |
|  | 14. | Sporting Aguileño       | 31 | 8  | 6  | 17 | 23 | 43 | -20 | 30  |
|  | 15. | Jumilla CD              | 31 | 8  | 6  | 17 | 31 | 59 | -28 | 30  |
|  | 16. | Alcantarilla-Thader CF  | 31 | 8  | 2  | 21 | 49 | 69 | -20 | 26  |
|  | 17. | Ciudad de Cieza CF      | 16 | 1  | 2  | 13 | 11 | 67 | -56 | 5   |
|  | 18. | AD Guadalupe            | 0  | 0  | 0  | 0  | 0  | 0  | 0   | 0   |

Pts = Puntos; PJ = Partidos Jugados; G = Partidos Ganados; E = Partidos Empatados; P = Partidos Perdidos; GF = Goles Anotados; GC = Goles Recibidos; Dif = Diferencia de gol
|  | Asciende a Tercera División                                  |
|  | Desciende a Primera Autonómica                               |
|  | Retirado de la competición durante el transcurso de la misma |

## Primera Autonómica
La temporada 2013/14 de la Primera Autonómica de la Región de Murcia comenzó el 14 de septiembre de 2013 y terminó el 1 de junio de 2014.

### Clasificación
|  |     | Equipos de fútbol         | PJ | G  | E  | P  | GF | GC  | Dif | Pts |
|  | --- | ------------------------- | -- | -- | -- | -- | -- | --- | --- | --- |
|  | 1.  | EDMF Churra               | 34 | 22 | 6  | 6  | 63 | 34  | +29 | 72  |
|  | 2.  | Sangonera La Verde CF     | 34 | 22 | 5  | 7  | 80 | 40  | +40 | 71  |
|  | 3.  | CF Lorca Deportiva        | 34 | 21 | 6  | 7  | 68 | 25  | +43 | 69  |
|  | 4.  | AD Soho CF                | 34 | 20 | 3  | 11 | 70 | 38  | +32 | 63  |
|  | 5.  | AD Alquerías              | 34 | 17 | 8  | 9  | 78 | 53  | +25 | 59  |
|  | 6.  | Nuestro Abarán CF         | 34 | 17 | 7  | 10 | 65 | 49  | +16 | 58  |
|  | 7.  | Beniaján CF               | 34 | 17 | 7  | 10 | 68 | 44  | +24 | 58  |
|  | 8.  | Atlético Cabezo de Torres | 34 | 18 | 3  | 13 | 93 | 59  | +34 | 57  |
|  | 9.  | CD Juvenia                | 34 | 15 | 9  | 10 | 74 | 59  | +15 | 54  |
|  | 10. | CD Esparragal             | 34 | 15 | 4  | 15 | 65 | 74  | -9  | 49  |
|  | 11. | La Hoya Lorca CF "B"      | 34 | 14 | 6  | 14 | 65 | 65  | +0  | 48  |
|  | 12. | Mazarrón FC               | 34 | 14 | 3  | 17 | 73 | 63  | +10 | 45  |
|  | 13. | CD Alberca                | 34 | 13 | 6  | 15 | 67 | 76  | -9  | 45  |
|  | 14. | EMF Fuente Álamo          | 34 | 10 | 7  | 17 | 45 | 57  | -12 | 37  |
|  | 15. | CD Lumbreras              | 34 | 7  | 10 | 17 | 28 | 71  | -43 | 31  |
|  | 16. | Moratalla AD              | 34 | 6  | 4  | 24 | 46 | 101 | -55 | 22  |
|  | 17. | CF Molina "B"             | 34 | 5  | 2  | 27 | 45 | 92  | -47 | 17  |
|  | 18. | Santiago de la Ribera FC  | 34 | 2  | 6  | 26 | 29 | 122 | -93 | 12  |

Pts = Puntos; PJ = Partidos Jugados; G = Partidos Ganados; E = Partidos Empatados; P = Partidos Perdidos; GF = Goles Anotados; GC = Goles Recibidos; Dif = Diferencia de gol
|  | Asciende a Preferente Autonómica |
|  | Desciende a Segunda Autonómica   |

## Segunda Autonómica
La temporada 2013/14 de la Segunda Autonómica de la Región de Murcia comenzó el 14 de septiembre de 2013 y terminó el 15 de junio de 2014.

### Clasificación
|  |     | Equipos de fútbol        | PJ | G  | E  | P  | GF  | GC  | Dif  | Pts |
|  | --- | ------------------------ | -- | -- | -- | -- | --- | --- | ---- | --- |
|  | 1.  | CD Javalí Nuevo          | 38 | 27 | 7  | 4  | 103 | 37  | +66  | 88  |
|  | 2.  | EF Vistalegre-Los Mateos | 38 | 23 | 11 | 4  | 98  | 38  | +60  | 80  |
|  | 3.  | Club Edeco Fortuna "B"   | 38 | 21 | 10 | 7  | 88  | 60  | +28  | 73  |
|  | 4.  | AD Pliego                | 38 | 21 | 8  | 9  | 80  | 40  | +40  | 71  |
|  | 5.  | Atlético Lorquí          | 37 | 18 | 13 | 6  | 79  | 53  | +26  | 67  |
|  | 6.  | EF Los Alcázares         | 38 | 19 | 9  | 10 | 81  | 63  | +18  | 66  |
|  | 7.  | Espinardo Atlético       | 38 | 17 | 7  | 14 | 77  | 56  | +21  | 58  |
|  | 8.  | UD Los Garres "B"        | 38 | 16 | 8  | 14 | 79  | 73  | +6   | 56  |
|  | 9.  | UD Abanilla              | 38 | 15 | 11 | 12 | 90  | 97  | -7   | 56  |
|  | 10. | SFC Minerva              | 38 | 15 | 10 | 13 | 75  | 69  | +6   | 55  |
|  | 11. | AD Sucina                | 38 | 16 | 7  | 15 | 69  | 62  | +7   | 55  |
|  | 12. | FB Nuevo Algar           | 38 | 14 | 11 | 13 | 61  | 69  | -8   | 53  |
|  | 13. | Sporting Mazarrón        | 38 | 12 | 12 | 14 | 57  | 49  | +8   | 48  |
|  | 14. | Blanca Citrisan Export   | 38 | 12 | 8  | 18 | 51  | 63  | -12  | 44  |
|  | 15. | AD Rincón de Seca        | 38 | 12 | 6  | 20 | 77  | 83  | -6   | 42  |
|  | 16. | Atlético Pulpileño "B"   | 38 | 11 | 8  | 19 | 75  | 89  | -14  | 41  |
|  | 17. | AD Murcia Puebla de Soto | 37 | 6  | 10 | 21 | 48  | 87  | -39  | 28  |
|  | 18. | Atlético La Flota        | 38 | 5  | 13 | 20 | 52  | 91  | -39  | 28  |
|  | 19. | Corvera CF               | 38 | 5  | 10 | 23 | 44  | 97  | -53  | 25  |
|  | 20. | AD Sangonera La Seca     | 38 | 4  | 1  | 33 | 51  | 159 | -108 | 13  |

Pts = Puntos; PJ = Partidos Jugados; G = Partidos Ganados; E = Partidos Empatados; P = Partidos Perdidos; GF = Goles Anotados; GC = Goles Recibidos; Dif = Diferencia de gol
|  | Asciende a Primera Autonómica |